# Argyle (Texas)
Argyle ist eine Kleinstadt im Denton County im US-Bundesstaat Texas in den Vereinigten Staaten von Amerika und gehört zum Dallas-Fort-Worth-Metroplex.

## Geografie
Die Stadt liegt im Nordosten von Texas am Nord-Süd verlaufenden US Highway 35 und am US Highway 377, ist im Norden etwa 65 km von Oklahoma entfernt und hat eine Gesamtfläche von 28,9 km², wovon 0,1 km² Wasserfläche ist. Die Entfernung zum südöstlich gelegenen Dallas beträgt etwa 55 km.

## Geschichte
Die erste Besiedlung durch Weiße in diesem Gebiet begann um 1850 durch ein paar Familien. 1875 wurde eine Schule errichtet, 1876 eine Kirche der Baptisten und 1878 ein Postbüro, das in der Blockhütte von Emily Wilson eingerichtet wurde. Das weitere Wachstum des Ortes ging nur langsam voran und 1890 lebten hier 148 Menschen. Auch nach der Jahrhundertwende wuchs der Ort nur langsam und erreichte 1930 gerade mal 238 Einwohner. Anschluss an das öffentliche Strom- und Telefonnetz erhielt der Ort erst um 1935.
Die Große Depression sorgte für einen Rückgang der Bevölkerungszahl, die 1950 mit 90 Einwohnern ihren Tiefststand erreichte. Um 1970 begann man mit dem Bau von Appartements für die schnell wachsende Bevölkerung der sich in der Nähe befindlichen Industriestädte Fort Worth und Dallas und 1990 war die Einwohnerzahl bereits auf 1575 angewachsen und die Stadt entwickelte sich zur beliebten Wohnstadt der Mittel- und Oberschicht.

## Demografische Daten
Nach der Volkszählung im Jahr 2000 lebten hier 2.365 Menschen in 787 Haushalten und 694 Familien. Die Bevölkerungsdichte betrug 82,0 Einwohner pro km². Ethnisch betrachtet setzt sich die Bevölkerung zusammen aus 95,52 % weißer Bevölkerung, 0,17 % Afroamerikanern, 0,63 % amerikanischen Ureinwohnern, 0,25 % Asiaten, 0,00 % Bewohnern aus dem pazifischen Inselraum und 2,45 % aus anderen ethnischen Gruppen. Etwa 0,97 % stammen von zwei oder mehr Rassen ab und 4,27 % der Bevölkerung sind Spanier oder Latein-Amerikaner.
Von den 787 Haushalten hatten 44,1 % Kinder unter 18 Jahre, die im Haushalt lebten. 80,1 % davon waren verheiratete, zusammenlebende Paare. 5,6 % waren allein erziehende Mütter und 11,7 % waren keine Familien. 8,9 % aller Haushalte waren Singlehaushalte und in 3,3 % lebten Menschen, die 65 Jahre oder älter waren. Die Durchschnittshaushaltsgröße betrug 3,01 und die durchschnittliche Größe einer Familie 3,19 Personen.
30,7 % der Bevölkerung waren unter 18 Jahre alt, 4,8 % von 18 bis 24, 28,0 % von 25 bis 44, 30,1 % von 45 bis 64, und 6,4 % die 65 Jahre oder älter waren. Das Durchschnittsalter war 39 Jahre. Auf 100 weibliche Personen aller Altersgruppen kamen 102,5 männliche Personen. Auf 100 Frauen im Alter von 18 Jahren und darüber kamen 95,2 Männer.
Das jährliche Durchschnittseinkommen eines Haushalts betrug 91.161 USD, das Durchschnittseinkommen einer Familie 94.309 USD. Männer hatten ein Durchschnittseinkommen von 58.500 USD gegenüber den Frauen mit 36.250 USD. Das Prokopfeinkommen betrug 39.791 USD. 3,4 % der Bevölkerung und 2,8 % der Familien lebten unterhalb der Armutsgrenze. Davon waren 3,4 % Kinder und Jugendliche unter 18 Jahren und 6,5 % waren 65 oder älter.

## Kriminalität
Die Kriminalitätsquote hat einen Index von 54,5 Punkten. (Vergl. US-Landesdurchschnitt: 329,7 Punkte)
2003 gab es keine Morde, keine Vergewaltigungen, keine Raubüberfälle, keine tätlichen Angriffe auf Personen, 7 Einbrüche, 16 Diebstähle und 2 Autodiebstähle.